# Fleurety (Band)
Fleurety ist eine norwegische experimentelle Metal-Band aus Ytre Enebakk, die im Jahr 1991 gegründet wurde. Sie ist nach dem Dämon Fleurety benannt.

## Geschichte
Das Duo Alexander Nordgaren und Svein Egil Hatlevik, zunächst noch mit den Pseudonymen Varg und Nebiros, nahm 1993 ein erstes Demo auf, das 1994 die Grundlage für die EP A Darker Shade of Evil bildete. Fleurety hatten zu dieser Zeit noch ähnliche Einflüsse wie die führenden Bands im norwegischen Black Metal, waren jedoch in der Szene verhasst. Auf dem Debütalbum Min Tid Skal Komme integrierte die Band auch akustische, psychedelische und jazzige Elemente in ihren Stil. Mit Marian Aas Hansen war zudem eine Sängerin beteiligt.
Nach einigen Jahren Pause, während derer Nordgaren ein Soloprojekt betrieb und kurzzeitig Live-Gitarrist bei Mayhem war und Hatlevik sich Dødheimsgard anschloss und bei Aphrodisiac spielte, erschien 1999 die EP Last-Minute Lies, welche die stilistische Entwicklung des bald folgenden Albums Department of Apocalyptic Affairs bereits andeutete. An letzterem waren mehrere Gastmusiker von Bands wie Mayhem, Arcturus, Ulver, Ved Buens Ende u. a. beteiligt (z. B. Sven Erik „Maniac“ Kristiansen, Kristoffer Rygg, Carl August Tidemann, Knut Magne Valle, Steinar Sverd Johnsen, Jan Axel „Hellhammer“ Blomberg und Carl-Michael Eide). Auf die Beteiligung von Mitgliedern der früheren norwegischen Black-Metal-Szene spielte auch eine Presseerklärung der zuständigen Plattenfirma Supernal Music von Alex Kurtagić an, die vor Fleurety „warnte“ und die Band als Verräter am wahren Black Metal bezeichnete.
Während es wieder einige Jahre ruhig um die Band wurde, machte Hatlevik unter dem Pseudonym Zweizz vor allem elektronische Musik. Im Jahr 2003 legte Candlelight Records das Debütalbum mit der ersten EP und dem Beitrag zur Blackend-Kompilation als Bonus neu auf, ab 2009 folgten weitere EPs mit Neuaufnahmen und neuen Stücken, die 2017 auf einer Kompilation versammelt wurden. 17 Jahre nach Department of Apocalyptic Affairs erschien schließlich ebenfalls 2017 mit The White Death das dritte Album in der Bandgeschichte.

## Stil
Am Anfang war Fleuretys Musik von Bands wie Mayhem, Burzum, Bathory, King Diamond/Mercyful Fate, My Dying Bride, Celtic Frost, Darkthrone und Arcturus sowie klassischen Komponisten wie Igor Fjodorowitsch Strawinski, Arne Hordheim, Edvard Grieg, Charles-Marie Widor, Luigi Nono, Gustav Holst, Johann Sebastian Bach und Richard Wagner beeinflusst, einige der Musiker außerdem von dunkleren Rock-Bands wie Fields of the Nephilim, Thule, The Sisters of Mercy und Änglagård. Entsprechend ähnelte die Musik der norwegischer Black-Metal-Bands. Charakteristisch für Fleurety waren die extrem hohen Schreie. Svein Egil Hatlevik erklärte jedoch, dass die Band keinen Black Metal spielte, da „eine Black-Metal-Band eine Band ist, deren Mitglieder Satan verehren und kultivieren“, wohingegen seine Band kein satanistisches Konzept verfolgt, und die Black-Metal-Szene war Fleurety gegenüber feindselig eingestellt. Hatleviks Texte sollten seine inneren Emotionen ausdrücken, in die er Träume, Phantasien, Visionen etc. integrierte, wobei er sich nur zu seiner eigenen textlichen Inspiration äußern könne. Die Band brachte eine „humoristische, verdreht farbige“ Neigung in die Black-Metal-Szene, hatte jedoch nach Hatleviks Aussage niemals „eine ausdrückliche Agenda, ‚Humor in den Black Metal zu bringen‘. Ich meine, wir leiden nicht an einem messianischen Komplex.“ Das Debütalbum wirkte „wie Black Metal durch einen Post-Punk-Filter“.
In der Zeit nach 1994 begannen „all die Schminke, sozialen Intrigen und Gerede über Hass und Dunkelheit“ laut Hatlevik „hohl“ zu klingen, und tue dies noch immer. Daher entfernte die Band sich 1996 vom extremen Metal und begann, andere Musik zu schreiben; in den späten 1990er-Jahren habe es mit Dødheimsgards 666 International ohnehin nur noch ein einziges gutes Black-Metal-Album gegeben. Auf späteren Veröffentlichungen verarbeitete die Band Elemente aus dem Trip-Hop Jazz, Electronica, zeitgenössischer Kunstmusik, Progressive Rock und Industrial Metal. Später behauptete Hatlevik, die Band hätte nicht überlebt, wenn sie weiterhin darauf bestanden hätte, „experimentell“, „avantgardistisch“ oder „anspruchsvoll“ zu sein, und spiele, was sie am besten könne: simplen, primitiven Black Metal. Mit dem dritten Album knüpfte die Band jedoch wieder an die stilistisch eklektische Herangehensweise des Debütalbums an.

## Diskografie
- 1993: Black Snow (Demo, Selbstverlag)
- 1994: A Darker Shade of Evil (EP, Aesthetic Death Records)
- 1995: Absence auf Blackend – The Black Metal Compilation Volume 1
- 1995: Min Tid Skal Komme (Album, Aesthetic Death Records, Misanthropy Records)
- 1999: Last-Minute Lies (EP, Supernal Music)
- 2000: Department of Apocalyptic Affairs (Album, Supernal Music)
- 2009: Ingentes Atque Decorii Vexilliferi Apokalypsis (EP, Aesthetic Death Records)
- 2010: Evoco Bestias (EP, Aesthetic Death Records)
- 2013: Et Spiritus Meus Semper Sub Sanguinantibus Stellis Habitabit (EP, Aesthetic Death Records)
- 2017: Fragmenta Cuinsvis Aetatis Contemporaneae (EP, Aesthetic Death Records)
- 2017: Inquietum (Kompilation, Aesthetic Death Records)
- 2017: The White Death (Album, Peaceville Records)